# Gare de Mazières - Verruyes
La gare de Mazières - Verruyes est une gare ferroviaire française, fermée, de la ligne de Chartres à Bordeaux-Saint-Jean. Elle est située en limite nord du territoire de la commune de Verruyes, à quelques dizaines de mètres de Mazières-en-Gâtine, dans le département des Deux-Sèvres, en région Nouvelle-Aquitaine.

## Situation ferroviaire
Établie à 217 mètres d'altitude, la gare de Mazières - Verruyes est située au point kilométrique (PK) 385,400 de la ligne de Chartres à Bordeaux-Saint-Jean, entre les gares de Saint-Pardoux-en-Gâtine et de Champdeniers - Saint-Christophe, sur une section, de Thouars à Niort, fermée aux services voyageurs.

## Histoire
La station de Mazières est mise en service le 16 octobre 1882, par l'Administration des chemins de fer de l'État (État), lorsqu'elle ouvre à l'exploitation la ligne de Niort à Montreuil-Bellay.

## Patrimoine ferroviaire
Le bâtiment voyageurs est disparu, seul subsiste la halle à marchandises.